# Liste der Straßen und Plätze in Radebeul-Oberlößnitz
Die Liste der Straßen und Plätze in Radebeul-Oberlößnitz ist ein Auszug aus der Liste der Straßen und Plätze in Radebeul, ergänzt um die jeweiligen Koordinaten sowie um Fotos. Sie gibt eine Übersicht über die Straßen und Plätze im Stadtteil Oberlößnitz der sächsischen Stadt Radebeul. Angeführt werden neben den Namen auch die Stadtteile, durch die die Straßen auch noch verlaufen, das Jahr der letzten Namenswidmung, der Namensgeber sowie ihre ehemaligen Namen. Darüber hinaus sind die in den zugehörigen Straßen liegenden, denkmalgeschützten Bauwerke bzw. Sehenswürdigkeiten wie auch die dort liegenden, mit einem Radebeuler Bauherrenpreis ausgezeichneten Gebäude mit ihren Hausnummern aufgeführt, dazu Anmerkungen sowie ehemalige Bewohner dieser Straße.

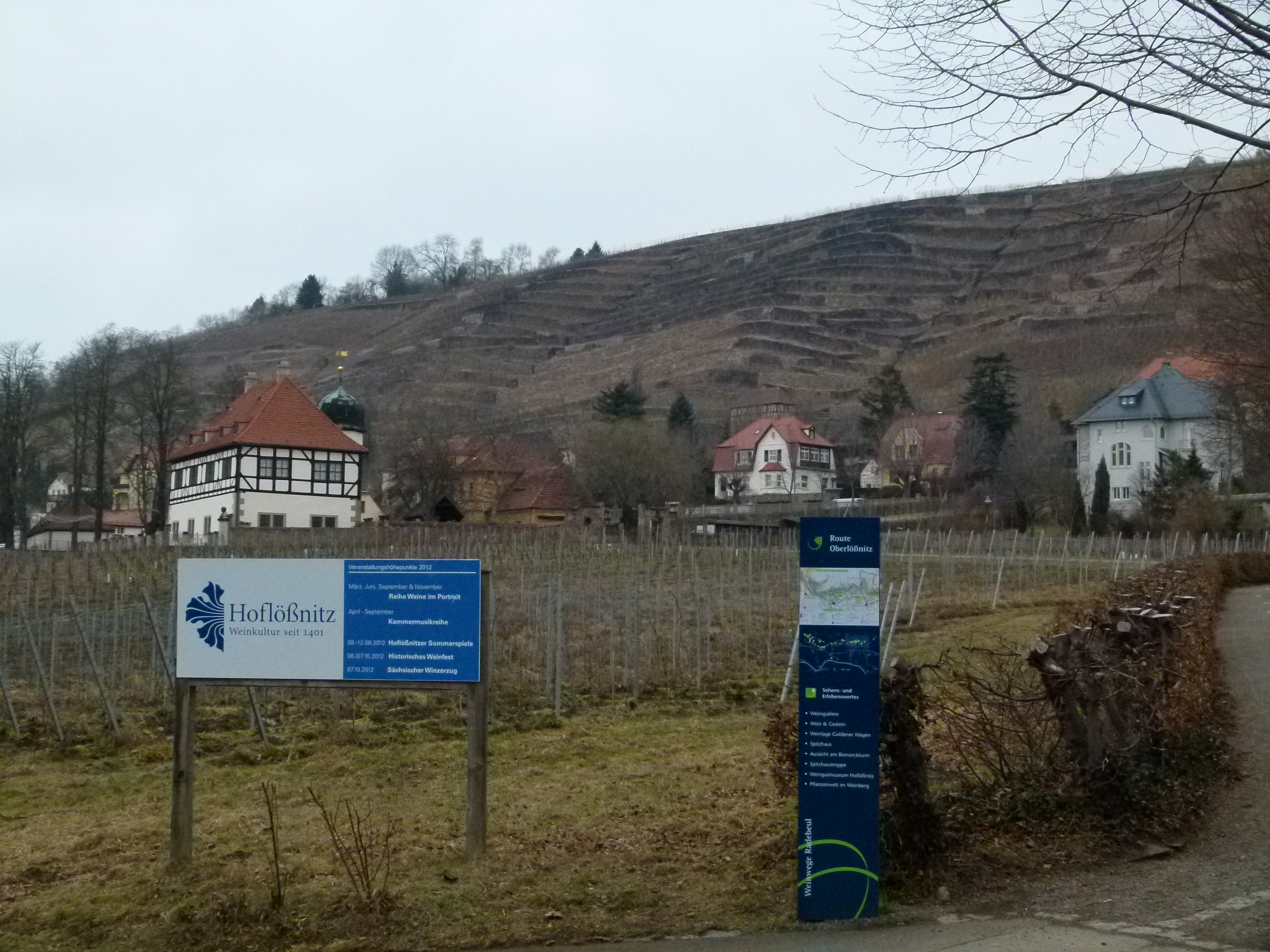
Weinbergslandschaft der Hoflößnitz von der Hoflößnitzstraße aus (unten rechts), die auch zwischen den Villen von rechts nach links verläuft. Im Vordergrund zwischen den Rebflächen der Knohllweg. Im Hintergrund oberhalb der Hoflößnitzstraße verläuft die Straße Am Goldenen Wagen.

## Legende
Die in der Tabelle verwendeten Spalten listen die im Folgenden erläuterten Informationen auf:
- Straßen-/ Platzname: Bezeichnung der einzelnen Straßen und Plätze. (Darunter in Klammern die Koordinaten.)

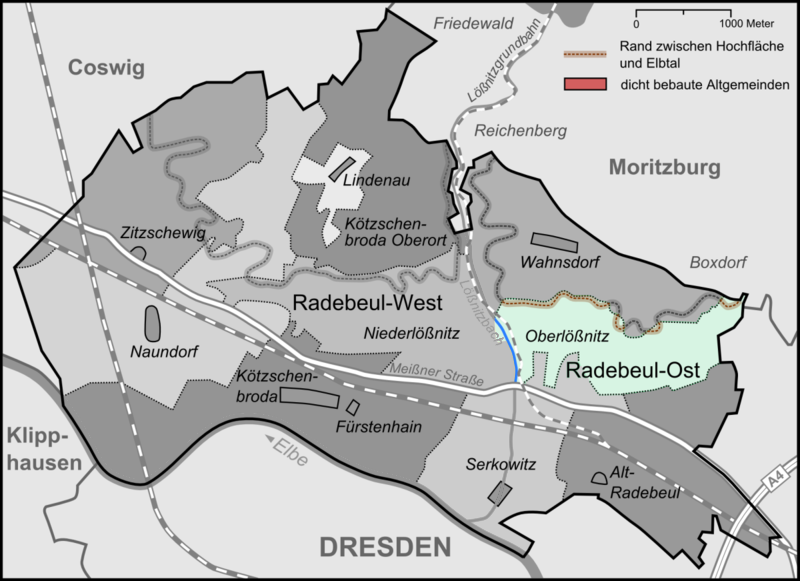
Übersicht über die Lage der Radebeuler Stadtteile

- Weitere Stadtteile: Radebeuler Stadtteile, durch die die Straße ebenfalls führt.
  - FUE: Fürstenhain (Straßenliste)
  - KOE: Kötzschenbroda (Straßenliste)
  - KOO: Kötzschenbroda-Oberort (Straßenliste)
  - LIN: Lindenau (Straßenliste)
  - NAU: Naundorf (Straßenliste)
  - NDL: Niederlößnitz (Straßenliste)
  - OBL: Oberlößnitz
  - RAD: Alt-Radebeul (Straßenliste)
  - SER: Serkowitz (Straßenliste)
  - WAH: Wahnsdorf (Straßenliste)
  - ZIT: Zitzschewig (Straßenliste)
- Widmung: Datum der Namenswidmung.
- Namensgeber: Namensgeber der letztmaligen Namenswidmung.
- Alte Namen: Vorherige Namen der Straßen und Plätze.
- Denkmale. Sehenswürdigkeiten. Bauherrenpreise: Hausnummern der in dieser Straße liegenden Denkmale, Kulturdenkmale, Sehenswürdigkeiten (z. B. Erwähnung im Dehio[1][2][3]) oder Bauherrenpreise. (Nummern in Klammer geben die Grundstücksnummer bei namentlich genannten Denkmalen oder Sehenswürdigkeiten an.)
- Bemerkung. Bewohner: Nähere Erläuterung sowie ehemalige Bewohner dieser Straße.
- Bild: Foto der Straße oder des Platzes.

## Straßen- und Platzverzeichnis
| Straßen- / Platzname                                                    | Weitere Stadtteile | Widmung                 | Namensgeber                               | Alte Namen | Denkmale. Sehenswürdigkeiten. Bauherrenpreise | Bemerkung. Bewohner | Bild |
| ----------------------------------------------------------------------- | ------------------ | ----------------------- | ----------------------------------------- | --- | --- | --- | --- |
| Am Goldenen Wagen (Lage)                                                |                    | 1935                    | Weinberg Goldener Wagen                   | 1913 Weinbergstraße, vor 1925 Spitzhausstraße | Goldener Wagen, 12, 14, 16 | | Am Goldenen Wagen |
| An der Jägermühle (Lage)                                                | NDL                | 1935                    | Jägermühle                                | 1897 Grundstraße, 1901 Bachstraße | 9/11, 12, 16/18 | | An der Jägermühle |
| August-Bebel-Straße (Lage)                                              | RAD                | 1945                    | August Bebel                              | Langestraße, 1894 Lößnitzstraße, 1903 Roonstraße | 30 | Straßenausbau 1894 | |
| Augustusweg (Lage)                                                      | SER                | 1934                    |                                           | seit 1624 belegter Name, 1897–1934 Schulstraße | 4, 43, 44, 46, 47, Haus Sorgenfrei (48), 51a, 62, 67, 71, 76, 77, 80a, 82, 88, 90, 92, 96, 100, 105, 110, 112, 112a, Kursächs. Grenzstein, 114, 114a-g, 116, 116a | Christian Gottlieb Ziller, Ernst Ziller, Moritz Ziller, Gustav Ziller, Paul Ziller, Eduard Bilz, Alfred Tischer, Christian Friedrich von Gregory, Erhard Hippold, Gussy Hippold-Ahnert, Rudolf Pätzold, Edward Goschen, Gustav von Metzsch, Felix Wach, Gerhard Meyer, Heinrich Conradi, Robert Thren | Augustusweg |
| Bennostraße (Lage)                                                      | SER                | 1903                    | Benno von Meißen                          | Mittelgasse, 1897 Mittlere Bergstraße | 3, 7, 11, 15, 23, 25, 27a, 29, 34, Bennoschlösschen (35), 36, 38/40, Haus Steinbach (41)                                                                          | alter Weinbergsweg. Hans Harrer, Familie Metzsch-Reichenbach, Alexander Münch, Gabriele Reinemer, Detlef Reinemer, Carl Friedrich Haase | |
| Eduard-Bilz-Platz (Lage)                                                |                    | 2002                    | Eduard Bilz                               | 1908–1945 Königsplatz, dann ungewidmet | | Namensweihung 1908 im Beisein von Friedrich August III. Bilz lebte im Augustusweg 110, sein Sanatorium Eduard-Bilz-Straße 53–57 | Eduard-Bilz-Platz mit Nymphe |
| Eduard-Bilz-Straße (Lage) als Teilstück: ehemalige Sophienstraße (Lage) | SER, RAD           | 1945                    | Eduard Bilz                               | 16. Jh. Straken (Teilstück, auch strakken, strokken), 19. Jh. Strakenweg bzw. Strakenstraße, 1876 Grenzstraße, 1879 Sophienstraße (von Alvslebenplatz bis Eduard-Bilz-Platz) bzw. Strakenstraße (bis Ortsgrenze Wahnsdorf), 1935–45 Straken | Figurengruppen, 21, 23, 27, 31, 33, 34, 35, 36, 37, 42, 44, 46, 49, 49c,d, 53, 55, 55a, 55b, 57, 54, 60, 62                                                       | etappenweiser Straßenausbau ab 1876. Eduard Bilz, Ewald Bilz, Max Alfred Bilz, Eugen Bilfinger, Marie Ziller, Magdalene Kreßner, Hedwig von Schreibershofen, Georg Vitzthum von Eckstädt, Richard Müller, Hanns Max Hackenberger                                                                      | Blick vom Alvslebenplatz auf die beiden Figurengruppen von Ernst March am Beginn der ehem. Sophienstraße, rechts der Sophienhof |
| Eggersweg (Lage)                                                        |                    | 1945                    | Ortsrichter Hugo Eggers                   | 1935 Horst-Wessel-Weg | | Das erste Teilstück 1908 vom Verschönerungsverein als Wanderweg angelegt | Eggersweg |
| Emil-Högg-Straße (Lage)                                                 |                    | 1991                    | Emil Högg                                 | ca. 1905 Kaiser-Wilhelm-Straße, 1945 Josef-Wagner-Straße | 7, 8, 10, 12, 14, 15, 22 | Högg wohnte Marienstraße 12a. Ernst Katzer (Nr. 19) | |
| Fichtestraße (Lage)                                                     |                    | 1937                    | Johann Gottlieb Fichte                    | | | | |
| Fiedlergrund (Lage)                                                     |                    | 1893                    | Alfred Fiedler                            | 16. Jh. Finsterer Grund, Walthersgrund | | Fiedler ließ am Fuße des gleichnamigen Taleinschnitts Fiedlergrund die Fiedlerhaus genannte Lungenheilstätte einrichten. Durch den Grund fließt der Fiedlerbach. | Fiedlergrund |
| Fritz-Schulze-Straße (Lage)                                             |                    | 1945                    | Fritz Schulze                             | ca. 1900 König-Albert-Straße | 14, 18 | | Radebeul-Oberlößnitz, Fritz-Schulze-Straße nach Norden, bei Haus Breitig                                                        |
| Grüne Straße (Lage)                                                     |                    | 1967                    |                                           | 1940 Nietzschestraße | | | |
| Gutenbergstraße (Lage)                                                  | SER                | 1903                    | Johannes Gutenberg                        | 1876 Querstraße (südlicher Teil), um 1900 Nordstraße (nördlicher Teil) | 16 | Straßenausbau 1876 | |
| Haidebergstraße (Lage)                                                  |                    | 1903                    | Staatsforst Haideberg in der Jungen Heide | | 20 | | |
| Hauptstraße (Lage)                                                      | RAD                | 1991                    |                                           | 1641 Viehetreibe, Russenstraße, 1933 Hindenburgstraße, 1945 Ernst-Thälmann-Straße | 47, 49, 53, 58, 62, 64 | historischer Viehweg zum Radebeuler Waldhutungsgebiet in der Jungen Heide. Heinrich Severit, Leo Bönhoff | Hauptstraße in Oberlößnitz beim Gasthof „Zum Russen“, Kreuzung mit der Maxim-Gorki-Straße                                       |
| Hoflößnitzstraße (Lage)                                                 | SER                | 1897                    | Hoflößnitz                                | | 47, 54, 56, 58, 60, 64, 68, 72 | im Zuge des alten Serkowitzer Mittelstegs. Karl Fritsch, Wilhelm Bünger, Doris Hertwig-Bünger | |
| Hohlweg (Lage)                                                          | WAH                | 1897                    |                                           | | 88b | alter Weinbergsweg | |
| Hörningplatz (Lage)                                                     |                    | 1929                    | Bruno Hörning                             | 1974–99 Dr.-Salvador-Allende-Platz | Skulptur „Flora mit Putto“ | nach Bruno Hörning (1868–1935), Gemeindevorstand / Bürgermeister von Oberlößnitz (1904–1933). Hörning wohnte in der Wettinstraße 9 | Hörningplatz |
| Knohllweg (Lage)                                                        |                    | 1939                    | Johann Paul Knohll                        | | Hoflößnitz | Burggrafen von Dohna, Wilhelm I. (Meißen), Johann Georg I., Johann Georg II., August der Starke, August III., weitere Wettiner, Johann Paul Knohll, Bernhard von Rabenhorst | Blick durch das Hoftor auf den Knohllweg, die Zuwegung durch den denkmalgeschützten Weingarten                                  |
| Lößnitzgrundstraße (Lage)                                               | WAH, KOO           | 1935                    | Lößnitzgrund                              | 1897 Grundstraße, 1912 Bachstraße | 2, 8, 13, 19, 23, 27, 27a | Karl May (Villa Agnes, Nizzastraße 13), Bernhard Behrens (Nr. 4, Villa Jever) | , Einmündung Mühlweg (rechts)                                                                                                   |
| Maxim-Gorki-Straße (Lage)                                               | SER, RAD           | 1945                    | Maxim Gorki                               | Niedere Berggasse (Teilstück), Untere Bergstraße, Kronprinzenstraße, 1934 Russenstraße | 16, 18, 22, 28, 30, 40 | | Radebeul-Oberlößnitz, Maxim-Gorki-Straße nach Osten, bei Haus Breitig                                                           |
| Mühlweg (Lage)                                                          |                    | 1905                    | Grundmühle                                | vor 1905 Grundweg | 62 | | Mühlweg/Kreuzung Nizzastraße, rechts die Gleise des Lößnitzdackels                                                              |
| Nizzastraße (Lage)                                                      | SER                | 1903                    | Sächsisches Nizza                         | Niedere Berggasse, Untere Bergstraße (Teilstück) | 6, 7, 9, 10, 11, 12 | Sächsisches Nizza als Synonym für die Lößnitz, zurückgehend auf einen Ausspruch des sächsischen Königs Johann um 1860. Straßenausbau 1895. Pauline Ziller (jüngere Schwester der Gebrüder Ziller), Ernst Hugo von Wolf (Nr. 53)                                                                       | Nizzastraße, getürmter Eingang nach Oberlößnitz                                                                                 |
| Rebenwinkel (Lage)                                                      |                    | 1939                    |                                           | | | | Rebenwinkel |
| Reichsstraße (Lage)                                                     |                    | 1893, 1991 erneuert     |                                           | 1893 Reichsstraße, 1986 Jean-Bertrand-Straße | 9, 15, 21 | | |
| Retzschgasse (Lage)                                                     |                    | 1840, 1925 (amtlich)    | Moritz Retzsch                            | Grüne Gasse, Rasengäßchen | 7 | Die in nördlicher Richtung verlaufende Retzschgasse führt genau auf das Retzschgut zu. | Garten Weinbergstraße 25 |
| Sachsenstraße (Lage)                                                    |                    | 1897                    |                                           | | 7, 20, 22 | | |
| Spitzhausstraße (Lage)                                                  | WAH                | 1935                    | Spitzhaus                                 | um 1900 Kammstraße, 1908 Panoramastraße, 1933–34 Adolf-Hitler-Straße | Spitzhaustreppe, Bismarckturm, 28, Spitzhaus (36) | Johann Georg I., Freiherr von Rechenberg, Familie von Wolframsdorf, Jacob Heinrich von Flemming, Reichsgräfin von Cosel, August den Starken, August III., weitere Wettiner, Friedrich Herrmann Hennicke. Gäste Joseph II., Karl X. von Frankreich, Otto I. von Griechenland, Wilhelm I. von Preußen   | Spitzhausstraße, Oberlößnitzer Teilstück, Spitzhaus (li.), Kopf des Bismarckturm (Radebeul) (mi. Hintergrund)                   |
| Straken (Lage)                                                          | WAH                | 1935                    |                                           | 16. Jh. Straken (strakken, strokken), Ende 19. Jh. Strakenweg bzw. Strakenstraße | | historischer Verbindungsweg zwischen Radebeul und Wahnsdorf, der südliche Teil heißt heute Eduard-Bilz-Straße | Straken, Mauer zum Bilzsanatoriumspark                                                                                          |
| Waldstraße (Lage)                                                       | RAD                | 1897                    |                                           | 1568 „wegk nachem baumfelde“ | 10, 20, 20f, 20g, 30, 32, 34 | entlang eines alten Weges an der Flurgrenze zwischen Radebeul und Oberlößnitz. Straßenausbau 1897. Friedrich Henning von Arnim, Curt Robert von Welck, Max Morgenstern-Döring | |
| Weberstraße (Lage)                                                      | SER                | seit 1880, 1902 amtlich | Bertha Weber                              | Hohe Straße (nördlicher Teil) | 17, 20 | dort ansässige Opernsängerin († 1903), später amtlich auf Carl Maria von Weber zurückgeführt. Straßenausbau 1900 | |
| Weinbergstraße (Lage)                                                   |                    | 1935                    |                                           | um 1650 Hausgasse, Obere Berggasse, 1904 Obere Bergstraße, Bergstraße | 1a/1b, 3, 4, 5, 9, Meinholds Weinberg (10), 11, 14, 16, 18, 20, 24, 26, 26b, 28, 32, 32a, 34, 34a + Cikkurat, 36, 40, 42, 44, 46, 48, 48a                         | alte Berggasse. Carl Christian Meinhold, Ulrich Aust, Moritz Retzsch, Richard Lange, Rainer Beck, Oswald Haenel, Martin Hammitzsch, Angela Hammitzsch, Walter von Boetticher, August Flockemann | Weinbergstraße |
| Wettinstraße (Lage)                                                     |                    | 1897                    | Wettiner                                  | 1945–93 Friedrich-Engels-Straße | 1, 2, 9, 12, 14, 15, 16, 19, 22 | Martin Bollert, Samuel Locke | |
| –                                                                       |                    |                         |                                           | bis 1945 Adolf-Hitler-Platz, ab 1945 George-Gross-Platz | | Der Platz war die Kreuzung Hauptstraße / Sachsenstraße, nächstgelegen zum Rathaus Oberlößnitz | |